# Muottas Muragl

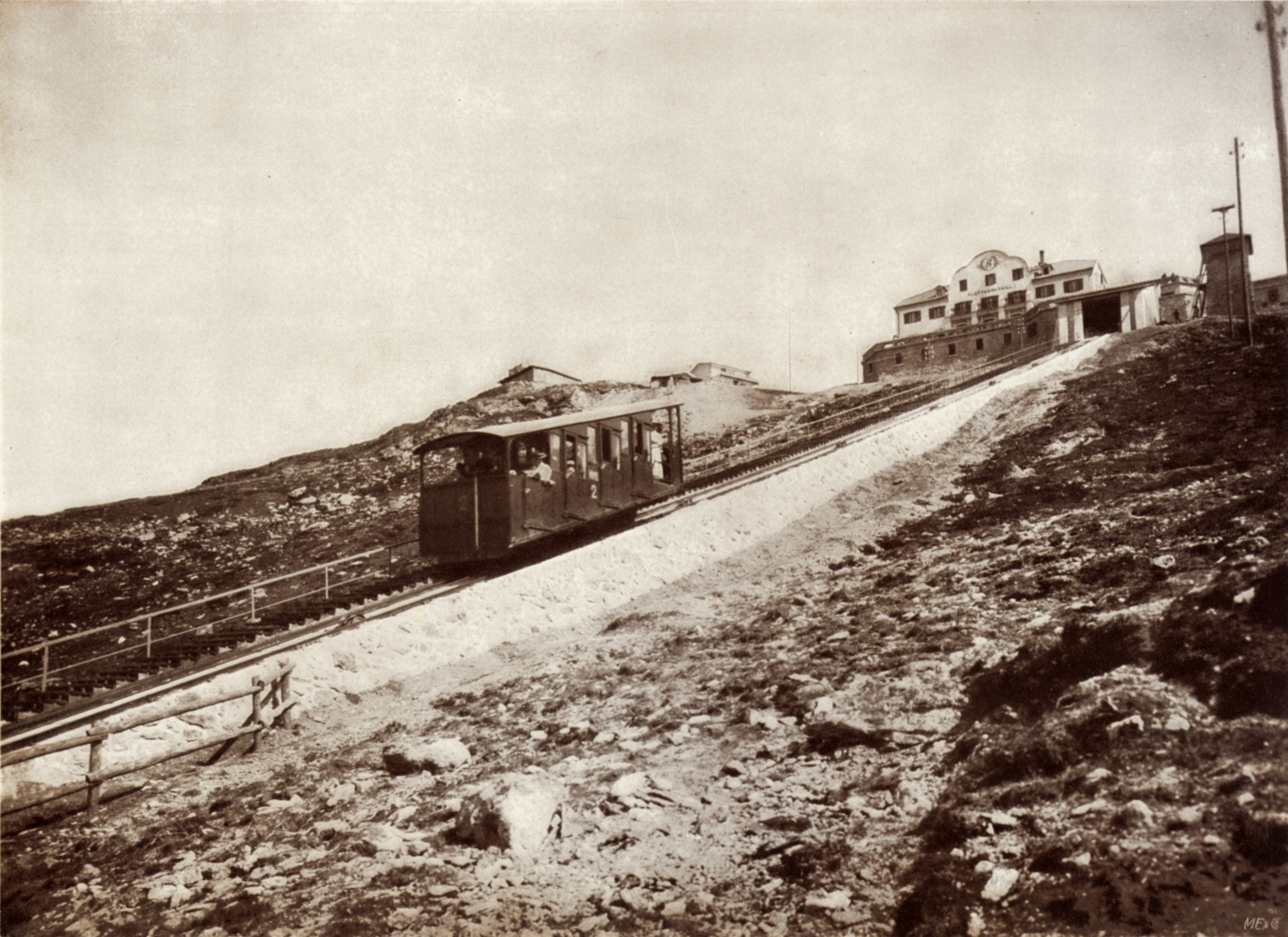
Kabeltrein Muottas-Muragl met het gelijknamige hotel

Muottas Muragl is een locatie op de zuidhelling van de 2.568 m hoge Zwitserse berg Blais da Muottas. Muottas Muragl ligt op een hoogte van 2.453 m boven zeeniveau in de Livigno Alpen in Ober Engadin. Het ligt in de gemeente Samedan en biedt een breed uitzicht over Ober Egadin met de Engadiner meren Silersee, Silvaplanersee en St. Moritzersee. Een wandelpad leidt met een hoogteverschil van 400 m naar de Segantinihütte op de Schafberg, waar de schilder Giovanni Segantini stierf in 1899. Er is ook een voetpad naar de nabijgelegen Piz Languard.
Muottas Muragl kan te voet worden bereikt of met een kabeltreintje van Punt Muragl (tussen Samedan en Pontresina). De kabeltrein, Muottas-Muragl-Bahn (MMB) heeft een routelengte van 2199 m en overbrugt 709 m hoogteverschil. Het is de oudste bergspoorweg in de Engadin, opgeleverd in 1907. De spoorweg werd onder leiding van de toenmalige Zwitserse spoorwegbank SuisElectra in Samaden opgericht als de Aktiengesellschaft Drahtseilbahn Muottas-Muraigl (later ingekort tot Aktiengesellschaft Muottas-Muragl). De start van de aanleg was in 1905 en in 1907 werd de kabelbaan in gebruik genomen. Aanvankelijk bereikten de gasten het startpunt te voet, met de rijtuig of met de bus omdat er nog geen spoorverbinding was. In 1995 werd het bedrijf overgenomen door de Seleriner Bergbahne.
Boven het bergstation van de Muottas-Muragl-Bahn ligt het berghotel Muottas Muragl.